# Pier Paolo Pasolini
Pier Paolo Pasolini (n. 5 martie 1922, Bologna, Italia – d. 2 noiembrie 1975, Lido di Ostia⁠(d), Roma, Lazio, Italia) a fost un intelectual italian de stânga, considerat a fi printre cei mai mari artiști și intelectuali italieni ai secolului al XX-lea. În cinematografie s-a remarcat inițial ca scenarist, iar ulterior a devenit un important regizor de film, recunoscut și premiat pe plan internațional. În paralel a fost de asemenea poet, scriitor și publicist.
Opera sa este caracterizată de analiza transformărilor societății italiene de după cel de-al Doilea Război Mondial, reprezentând o critică a burgheziei și a consumerismului. A scris romane despre săracii din Roma devenind scenarist în 1950. Filmele sale au stârnit controverse datorită subiectelor alese, ideilor puse în dezbatere și a raportării la sexualitate. Printre ele se numără Mamma Roma (1962), Teorema (1968), Il Decameron (1970) și Salò o le 120 giornate di Sodoma (1975).
Pasolini a fost asasinat în 1975, în circumstanțe neclarificate complet până astăzi. A fost inclus în Canonul occidental al lui Harold Bloom, iar trei filme ale sale au fost selectate pentru conservare în proiectul 100 film italiani da salvare, inițiat în cadrul Festivalului de film de la Veneția.

## Filme artistice
- 1961 Accattone
- 1962 Mamma Roma
- 1963 Urda din R.Go.Pa.G. (La ricotta) episodul „Ro.Go.Pa.G.”
- 1963 La rabbia co-regizor Giovannino Guareschi - documentar
- 1964 Comizi d'amore (1964) - documentar
- 1964 Sopralluoghi in Palestina per il Vangelo secondo Matteo (1964) - documentar
- 1964 Evanghelia după Matei (Il Vangelo secondo Matteo)
- 1966 Păsăroi și păsărele (Uccellacci e uccellini)
- 1967 Pământul văzut de pe lună, episodul din Vrăjitoarele (Le streghe)
- 1967 Oedip rege (Edipo re)
- 1968 Che cosa sono le nuvole?, episodul din Capriccio all'italiana
- 1968 Teorema
- 1969 La sequenza del fiore di carta, episodul din Amore e rabbia
- 1969 Porcile
- 1969 Medea
- 1971 Decameronul (Il Decameron)
- 1972 Povestiri din Canterbury (I racconti di Canterbury)
- 1974 Floarea celor o mie și una de nopți (Il fiore delle Mille e una notte)
- 1975 Salò sau cele 120 de zile ale Sodomei (Salò o le 120 giornate di Sodoma)

## Filme documentare
- Sopralluoghi in Palestina per Il Vangelo secondo Matteo (1964)
- Comizi d'amore (1964)
- Appunti per un film sull'India (1969)
- Appunti per un romanzo dell'immondizia (1970)
- Appunti per un'Orestiade Africana (1970)
- Le mura di Sana'a (1971)
- 12 Dicembre 1972 (1972)
- Pasolini e la forma della città (1975)

## Scrieri

### Proză
- Ragazzi di vita (1955),traducere de Gabriela Lungu (2018), cu titlul Băieții străzii
- Una vita violenta (1959)
- Il sogno di una cosa (1962)
- Amado Mio—Atti Impuri (1982)
- Alì dagli occhi azzurri (1965)
- Teorema (1968)
- Petrolio (1992)

### Poezii
- La meglio gioventù (1954)
- Le ceneri di Gramsci (1957)
- L'usignolo della chiesa cattolica (1958)
- La religione del mio tempo (1961)
- Poesia in forma di rosa (1964)
- Trasumanar e organizzar (1971)
- La nuova gioventù (1975)

### Eseuri
- Passione e ideologia (1960)
- Canzoniere italiano, poesia popolare italiana (1960)
- Empirismo eretico (1972)
- Lettere luterane (1976)
- Le belle bandiere (1977)
- Descrizioni di descrizioni (1979)
- Il caos (1979)
- La pornografia è noiosa (1979)
- Scritti corsari (1975)
- Lettere (1940–1954) (1986)

### Teatru
- Orgia (1968)
- Porcile (1968)
- Calderón (1973)
- Affabulazione (1977)
- Pilade (1977)
- Bestia da stile (1977)